# 麻豆 (大字)
麻豆，原寫為蔴荳，是臺灣臺南市麻豆區的一個傳統地域名稱，也是全區行政中心所在地，位於該區中部略偏東。相較於今日行政區，其範圍大致包括埤頭里東部邊界地帶、油車里、新興里、大埕里、興農里不含西南端、中興里、巷口里、晉江里、東角里不含南端、北勢里南部凸出部分及東南部邊界地帶中段、南勢里不含東北端及東南端。

## 歷史
台灣日治初期，麻豆地區為一街庄，稱為「蔴荳庄」，隸屬於蔴荳堡。該庄北與北勢藔庄為鄰，東邊北段與藔仔廍庄為鄰，東邊中、南段及南邊東段與溝仔墘庄為鄰，南邊中、西段為磚仔井庄、安業庄，西南邊謝厝藔庄，西邊為埤頭庄。
1901年（日治明治三十四年）11月，全台設置二十廳，該庄隸屬於鹽水港廳。1903年（明治三十六年）6月，該庄編入「蔴荳區」，隸屬於鹽水港廳。1909年（明治四十二年）10月，合併二十廳為十二廳，蔴荳區改隸屬於臺南廳。1920年（大正九年），廢十二廳改設五州二廳，該庄改制並雅化為「麻豆」大字，隸屬於臺南州曾文郡麻豆街。
戰後麻豆街改制為麻豆鎮，隸屬於臺南縣，大字亦改制為里。1950年雲、嘉、南分治，麻豆鎮仍隸屬於臺南縣。2010年12月25日，因臺南縣市合併為直轄市臺南市，麻豆鎮改制為麻豆區。

## 聚落
本地區發展較早的聚落有蔴荳、東勢角等，在日治期初期的官方地圖上已有記載。

## 交通
國道1號又稱「中山高速公路」，是貫穿台灣西部的兩條縱向高速公路之一，經過本地區中部略偏西，並在北部邊界外緣與省道台84線（東西向快速公路－北門玉井線）交會處設有下營系統交流道。最近的一般交流道在北側是縣道172號交會處的新營交流道；南側是縣道176號交會處的麻豆交流道。由此等可快速前往國道1號沿線各地。
省道台84線又稱「東西向快速公路－北門玉井線」，經過本地區半部邊界地帶，並在北部邊界外緣與國道1號交會處設有下營系統交流道。本地區西行最近的交流道是省道台19線交會處的學甲交流道，由此可快速前往北門區的蚵寮地區，並止於省道台61線（西部濱海快速公路）北門交流道；東行最近的交流道為省道台19甲線交會處的麻豆交流道，由此可快速前往官田區西南端、官田區南部/善化區東北部交界地帶、國道3號官田系統交流道、大內區、玉井區等地。
省道台19甲線是鹽水至梓官赤崁的幹道，經過本地區東南部。由該道路北行可前往下營區、新營區西部、鹽水區，並止於省道台19線轉角路口；南行可前往善化區、新市區、新化區等地。
市道171號是北門區北門市區至官田區烏山頭的道路。
市道171甲線是麻豆區麻豆至官田區西庄的道路，也是與省道台84線（東西向快速公路－北門玉井線）並行的兩側平面道路。
市道173號是麻豆區麻豆市區至七股區九塊厝的道路。
市道176號是七股區新山子寮至官田區隆田的道路。
區道南55線是北勢寮至麻豆的道路。
區道南57線是大屯寮至麻豆的道路。
區道南59線是下營至麻豆的道路。

## 學校
- 台灣首府大學
- 曾文農工
- 曾文家商
- 麻豆國中
- 麻豆國小
- 培文國小
- 文正國小

## 文化資產
- 麻豆總爺糖廠（市定古蹟）
- 麻豆林家三房祖厝（市定古蹟）
- 麻豆護濟宮（市定古蹟）
- 麻豆林家四房厝（歷史建築）
- 原電姬館（電姬戲院，歷史建築）

## 其他廟宇
- 麻豆代天府
- 麻豆尪祖廟
- 麻豆文衡殿